# Gerichtsbaum

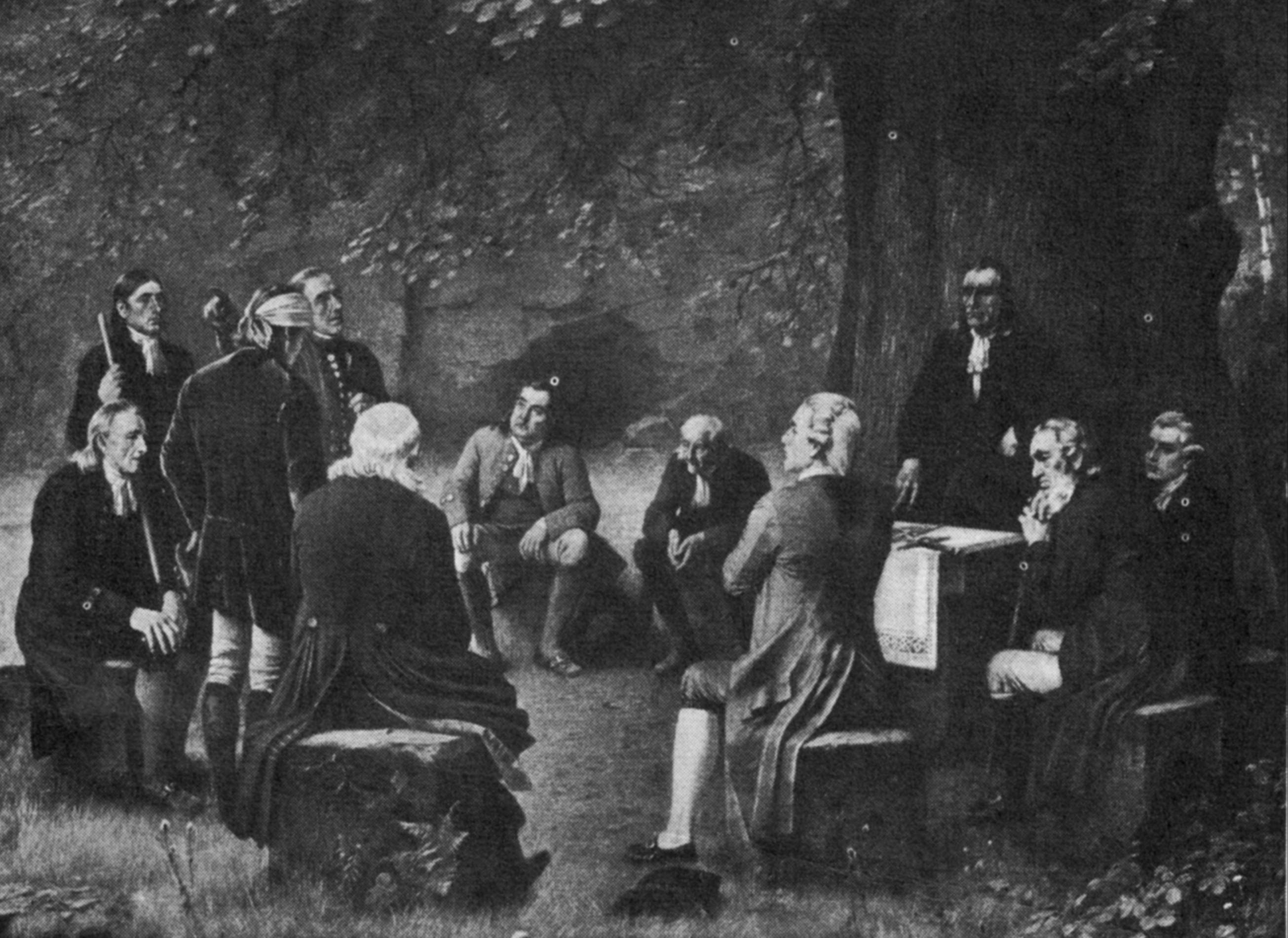
Femegericht unter einem Gerichtsbaum

Ein Gerichtsbaum bezeichnet im gemeinen deutschen Recht einen Baum, unter dem im Mittelalter und der Frühen Neuzeit regelmäßig Gericht gehalten wurde.
In der Regel handelte es sich um sehr alte und geographisch markante Bäume, die oft bereits in vorchristlicher Zeit eine mythologische oder mystische Funktion hatten wie die von Karl dem Großen zerstörte sächsische Irminsul. Übliche Baumarten waren Eichen, oft Femeichen genannt und Gerichtslinden (auch „Femlinde“ oder „Blutlinde“ genannt).
In Süddeutschland war auch der Birnbaum als Gerichtsbaum verbreitet, in Gebirgsgegenden wie der Steiermark die Weißtanne. Seltener waren Gerichtsbäume anderer Baumarten, die dafür zum Teil jedoch sehr bekannt waren, z. B. in Rüdesheim am Rhein ein Walnussbaum.